# Anatropanthus
Anatropanthus es un género monotípico de fanerógamas de la familia Apocynaceae. Contiene una única especie: Anatropanthus borneensis Schltr..

## Distribución y hábitat
Es originario de Asia distribuyéndose por los bosques forestales de Borneo.

## Descripción
Es una especie epífita con las ramas colgantes y las raíces adventicias, glabra;  con las hojas gruesas, lineales, mucronadas apicalmente, ligeramente revolutas y glabras.
La inflorescencia extra-axilares con 10-20 flores largamente pedunculadas. 

## Taxonomía
Anatropanthus borneensis fue descrita por Rudolf Schlechter y publicado en Botanische Jahrbücher für Systematik, Pflanzengeschichte und Pflanzengeographie 40(Beibl. 92): 18. 1908.